# Ensemble – Magazin für Kammermusik
Ensemble – Magazin für Kammermusik war ein deutschsprachiges Musikmagazin und nach eigenen Angaben weltweit das einzige Magazin, das sich ausschließlich der Kammermusik widmete. 
Das Magazin erschien seit 2003 zweimonatlich im Staccato-Verlag und wurde vom Gründer Carsten Dürer als Chefredakteur geleitet. Es enthielt Porträts und Interviews mit Kammermusik-Ensembles, Berichte von Kammermusikfestivals und -wettbewerben, CD-, Buch- und Notenrezensionen sowie Unternehmens- und Instrumentenrubriken. Die verbreitete Auflage wurde mit 18.500 angegeben. Die Zeitschrift konnte auch als E-Paper abonniert werden.
Das Magazin wurde 2014 eingestellt.